# 巨勢君成
巨勢 君成（こせ の きみなり）は、奈良時代の貴族。名は公成とも記される。姓は朝臣。官位は正五位上・常陸介。

## 経歴
聖武朝の天平18年（746年）正六位下から二階昇進して従五位下に叙爵し、天平20年（748年）、秦大魚の後任の下野守に任じられた。その後しばらく叙位任官の記録が途絶え、この間に名を君成から公成に改めている。「公成」と名を改めたのには、天平宝字3年（759年）10月の、「君」の文字を民の姓から除くという藤原仲麻呂の政策があったものと推定される。
称徳朝の天平神護2年（766年）、石川人成の後任の武蔵守に任ぜられる。神護景雲2年（768年）2月に左大舎人頭として京官に復すると、閏6月には百済王三忠の後任の兵部少輔に遷り、この間に従五位上に叙せられている。
神護景雲4年（770年）8月に白壁王（のちの光仁天皇）が立太子すると、9月に賀茂大川の後任の長門守として地方官に転じ、10月には佐伯真守の後任の常陸介に遷った。その後、宝亀3年（772年）正五位下、宝亀5年（774年）正五位上と昇叙されている。

## 官歴
『続日本紀』による。
- 時期不詳：正六位下
- 天平18年（746年） 4月22日：従五位下
- 天平20年（748年） 3月12日：下野守
- 時期不詳：君成から公成に改名
- 天平神護2年（766年） 3月26日：武蔵守
- 神護景雲2年（768年） 2月18日：左大舎人頭。日付不詳：従五位上。閏6月3日：兵部少輔
- 神護景雲4年（770年） 9月16日：長門守。10月23日：常陸介
- 宝亀3年（772年） 正月3日：正五位下
- 宝亀5年（774年） 正月7日：正五位上